# Karloman, sin Karla Martela
Karloman (* između 706. – 716. - † 17. kolovoza 754. Vienne) bio je najstariji sin Karla Martela i njegove žene Chrotrude, franački majordom i vojvoda.
Nakon Karlove smrti (741.), Karloman i njegov brat Pipin Mali preuzeli su očevu vladarsku poziciju i podijelili je između sebe. Karloman u Austrasiji a Pipin Mali u Neustriji. Karloman je jedan od utemeljitelja dinastije Karolinga i može se reći da je on Karolinge doveo do vlasti na račun do tada vladajućih Merovinga. Iz javnog života povukao se 747. godine u tišinu samostana.

## Preuzimanje vlasti
Nakon smrti oca, braća nisu odmah podijelila vlast i ovlasti, u diobu je trebao biti uključen i Grifo (po želji samog Karla Martela), najmlađi sin Karla iz braka s drugom ženom Swanachild. Braća su odbila Grifa, a 742. godine prisilili su ga da se zaredi i zatvorili u samostan. Karloman i Pipin podijelili su Franačku državu, Pipin je postao majordom zapadnog dijela (otprilike teritorij Francuske) - Neustrie a Karloman majordom istočnog dijela (otprilike teritorij Njemačke) - Austrasie.
Na poticaj Karlomana, braća su postavila Merovinga Hilderika III. za franačkog kralja 743., jer je prošlo već sedam godina od smrti posljednjeg kralja Teodorika IV. Bio je to lukavi politički čin Karlomana, Hilderika III. je bio samo formalno kralj, stvarnu vlast imali su oni majordomi.
Karloman i Pipin su prvih sedam godina bratski dijelili vlast, i poduzimali mnoge zajedničke vojne akcije. Karloman se pridružio Pipinu u borbi protiv pobune Hunalda od Akvitanije 742. pa pnovno 745. Pipin je pak pomagao Karlomana u njegovoj borbi protiv Saksonaca 742. – 743., te u borbi protiv Odila iz Bavarske 742. i 744., kad su braća uspjela uspostaviti mir sa svojim 
šurjakom (oženio je njihovu sestru Hiltrudu).

## Jačanje dinastije
U svom dijelu carstva, Karloman je ojačao svoj autoritet, tako što je podupirao misionarski rad Winfrida (kasnije Svetog Bonifacija) -njemačkih apostola. Širenjem kršćanstva, jačao je i njegov autoritet u ta vrlo nestabilna vremena, gdje su svi autoriteti bili porušeni. Na neki način to je bio nastavak politike njegovih predhodnika djeda, Pipina od Herstala i oca Karla Martela, koji je osnovao četiri biskupije u Bavarskoj (Salzburg, Regensburg, Freising i Passau) i postavio Bonifacija kao nadbiskupa svih Nijemaca istočno od Rajne, sa sjedištem u Mainzu.
Karloman je imao značajnu ulogu u sazivanju prvog velikog crkvenog sabora u franačkim zemljama Concilium Germanicum u 742. godini. Pod zajedničkim predsjedanjem Karlomana i Bonifacija, sinod je donio odluke da svećenici ne smiju nositi oružje ili imati žene u svojim domovima, to je bila jedna od njihovih primarnih zadaća u borbi protiv poganstva. Dok je njegov otac često posezao za crkvenom imovinom da plati svoje vojne pohode, Karloman je već dovoljno materijalno ojačao da je mogao plaćati vojsku ali i pomagati crkvu. Tako je naprimjer poklonio sv. Bonifaciju zemlju za osnutak Samostana u Fuldi, koji je uskoro postao značajni objekt Bonifacijevog misionarskog djelovanja.

## Nemilosrdan u politici
Unatoč svojoj velikoj pobožnosti, Karloman je znao biti nemilosrdan prema svojim stvarnim ili potencijalnim protivnicima. Nakon ponovljenih oružanih buna i nemira, Karloman je 746. godine, sazvao skupštinu alemanskih velmoža u Cannstattu (današnji Stuttgart), kad ih se okupilo više tisuća, dobar dio njih pohvatao je i pogubio zbog veleizdaje (Taj događaj pamti se kao Krvavi sud iz Cannstatta). Na taj način je gotovo iskorijenio cijelo plemensko vodstvo Alemana, time je dokinuta i njihova plemenska neovisnost.
Ovakvim djelovanjem Karloman ojačao je poziciju vlastitog roda, posebice u odnosu na rivalske obitelji poput bavarskih Agilolfingsa.

## Povlačenje iz javnog života
15. kolovoza 747., Karloman se odrekao položaja majordoma i povukao u monaški život, tonzuru je obavio u Rimu kod pape Zaharija.
Karloman je osnovao samostan Monte Soratte (pored Rima) a zatim je otišao u samostan Monte Cassino. Svi izvori iz tog razdoblja ukazuju na to da je on čvrsto vjerovao da je njegovo pravo poslanje rad u crkvi. Zbog tog se povukao u Monte Cassino i tamo proveo najveći dio ostatka života u meditaciji i molitvi. Njegov sin, Drogo zahtijevao je od svog strica Pipina Malog dio očeva nasljedstva, ali je vrlo brzo ušutkan.
U vrijeme kad se Karloman povukao u mir monaškog života, njegov polubrat Grifo pobjegao je iz samostana u Bavarsku, gdje mu je vojvoda Odilo pružio podršku i pomoć. Ali kad Odilo umro godinu dana kasnije, Grifo je pokušao ugrabiti Vojvodstvo Bavarske za sebe. Zbog tog je Pipin, koji je postao jedini franački majordom i dux et princeps Francorum poduzeo odlučnu akciju, - zauzeo je Bavarsku i postavio Odilovog maloljetnog sina za bavarskog kneza - kao Tassila III. Grifo je nastavio svoju pobunu, ali je na kraju ubijen u bitci kod Saint-Jean-de-Maurienna 753. godine.
Sedam godina nakon povlačenja u samostan, tik uoči svoje smrti, Karloman se još jednom kratko pojavio na javnoj sceni. Papa Stjepan II. je 754. godine molio Pipina Malog, sada kralja, da mu dođe u pomoć u borbi protiv langobardskog kralja - Aistulfa. Karloman je zbog tog napustio monaški život u Monte Cassinu i krenuo reći svom bratu da ne krene u pohod na Italiju (a želio ga je i uvjeriti da podrži njegova sina Droga). Pipina se bratske molbe uopće nisu dotakle, već je zatvario Karlomana u Vienne (dio Francuske), gdje je i umro 17. kolovoza 754. Pokopan je u Monte Cassinu.